# Rundfunksender Markneukirchen
Der Rundfunksender Markneukirchen ist ein Sendeturm der Deutschen Telekom AG in Markneukirchen, der zur Verbreitung von UKW-Hörfunkprogrammen dient. Er verwendet als Antennenträger einen Schleuderbetonturm.

## Abgestrahlte Programme
- R.SA (Chemnitz) 89,6 MHz 1 kW
- MDR Sachsen - Das Sachsenradio, Reg. Chemnitz 104,8 MHz 500 W
- MDR Kultur 106,4 MHz 500 W
- Vogtlandradio 103,8 MHz 500 W